# Salix bikouensis
Salix bikouensis — вид квіткових рослин із родини вербових (Salicaceae).

## Морфологічна характеристика
Це невелике дерево чи кущ до 5 метрів заввишки. Гілочки коричневого чи темно-каштанового кольору, голі, в молодості запушені. Листкова пластинка ланцетоподібна, рідше зворотно-ланцетна, 35–60 × 14–16 мм, абаксіально (низ) бліда, адаксіально зелена, обидві поверхні голі або волосисті вздовж середньої жилки, запушені в молодості, край залозисто-пилчастий, верхівка коротко загострена чи загострена; листкова ніжка 2–3 мм. Чоловіча сережка вузько циліндрична, 20–22 × 4–5 мм; жіноча — 16–20 × ≈ 4 мм.

## Середовище проживання
Північно-центральний і південно-центральний Китай. Росте біля води, вздовж річок або культивовано; 700–900 метрів.

## Використання
Декоративне.